# Frano Botica
Frano Michael Botica (Mangakino, 3 agosto 1963) è un allenatore di rugby ed ex rugbista a 13 e 15 neozelandese, internazionale per il suo Paese in entrambe le dette discipline e, verso la fine della sua carriera, anche per la Croazia nel rugby a 15; mediano d'apertura, a livello internazionale vanta per la Nuova Zelanda la vittoria nella Coppa del Mondo di rugby 1987 pur senza essere mai stato schierato in campo nella competizione e il 3º posto alla Coppa del Mondo di rugby a 13 1989-92; per la Croazia conta due test match di qualificazione alla Coppa del Mondo di rugby 1999.

## Biografia
Nato a Mangakino, nell'Isola del Nord, da madre maori e padre emigrato da Curzola, in Croazia, iniziò a giocare a rugby a 5 anni e crebbe nelle giovanili della provincia di North Harbour, nella cui prima squadra esordì nel 1983.
Nel 1986, a 22 anni, fu schierato come apertura titolare nel suo primo test match con la maglia degli All Blacks, a Christchurch contro la Francia, realizzando nell'occasione due drop: fu il primo giocatore di North Harbour a rappresentare la Nuova Zelanda a livello maggiore.
Un anno più tardi fu tra i convocati alla Coppa del Mondo di rugby 1987, che la Nuova Zelanda vinse, ma nel corso della quale non fu mai schierato e, fino al 1989, scese in campo in 27 incontri, di cui 7 soli test match patendo, nel ruolo, la concorrenza di Grant Fox («Mi ero stufato di essere una riserva»).
Nel 1988 si trasferì in Europa e fu ingaggiato, insieme al suo compagno di Nazionale Mike Brewer, dall'Aquila, squadra in cui due stagioni realizzò 11 mete, 19 trasformazioni, 32 calci piazzati e un drop (181 punti totali).

### Il passaggio al rugby a 13
Nel 1990, terminata l'esperienza con L'Aquila, passò al rugby a 13 da professionista nel campionato britannico nelle file dei Wigan Warriors, formazione tra le più titolate della disciplina: con essi infatti vinse cinque titoli nazionali consecutivi dal 1991 al 1995 e altrettante Challenge Cup nello stesso periodo, oltre a due World Club Challenge nel 1991 e nel 1994; inoltre rappresentò la Nuova Zelanda di rugby a 13 nella Coppa del Mondo 1989-92, giungendo al terzo posto.
Dopo una stagione in patria agli Auckland Warriors tornò di nuovo in Gran Bretagna nel 1996 per disputarvi la sua ultima stagione da tredicista.

### Il ritorno al rugby a 15
Nel 1997, grazie all'origine curzolana di suo nonno, la Federazione croata contattò Botica per poterlo schierare in campo nel corso delle qualificazioni alla Coppa del Mondo di rugby 1999; dato il suo assenso, Botica esordì con la sua nuova Nazionale il 17 maggio successivo a Macarsca contro la Lettonia, in un incontro vinto 43-24 e caratterizzato da 23 suoi punti.
Nel 1998 disputò la sua prima stagione nel Super Rugby, un singolo incontro nelle file degli Chiefs di Waikato; tornato ancora una volta in Europa, disputò, sempre a Macarsca, il suo secondo e ultimo incontro di qualificazione per la Croazia, una sconfitta contro l'Italia "A" per 27-39 nella quale comunque realizzò tre punti e dopo l'estate fu ingaggiato dal Castres per tre mesi come rimpiazzo di un altro neozelandese indisponibile.
Terminato il contratto temporaneo con il Castres passò quindi al Biarritz, che lo ingaggiò nonostante la sua età avanzata (35 anni), e con il quale terminò la carriera agonistica alla soglia dei 38 anni nel 2001.
Dopo il ritiro dall'attività agonistica Botica si è dedicato all'allenamento, principalmente nella sua provincia d'origine, il North Harbour: riveste un ruolo tecnico nella prima squadra del North Shore insieme al suo connazionale, ed ex All Black anch'egli, Wayne Shelford.

## Palmarès

### Rugby a 13
- World Club Challenge: 2
Wigan Warriors: 1991, 1994
- Rugby Football League Championship: 5
Wigan Warriors: 1990-91, 1991-92, 1992-93, 1993-94, 1994-95
- Challenge Cup: 5
Wigan Warriors: 1990-91, 1991-92, 1992-93, 1993-94, 1994-95

### Rugby a 15
- Coppe del mondo: 1
Nuova Zelanda: 1987